# Amerikanska Jungfruöarna i olympiska sommarspelen 2012
Amerikanska Jungfruöarna deltog i olympiska sommarspelen 2012 som ägde rum i London i Storbritannien mellan den 27 juli och den 12 augusti 2012. Ingen av landets deltagare erövrade någon medalj.

## Friidrott
- Huvudartikel: Friidrott vid olympiska sommarspelen 2012

Förkortningar
- Notera – Placeringar gäller endast den tävlandes eget heat
- Q = Kvalificerade sig till nästa omgång via placering
- q = Kvalificerade sig på tid eller, i fältgrenarna, på placering utan att ha nått kvalgränsen
- NR = Nationellt rekord
- N/A = Omgången inte möjlig i grenen
- Bye = Idrottaren behövde inte delta i omgången

Herrar
Bana och väg
| Idrottare     | Gren  | Heat     | Heat      | Semifinal | Semifinal | Final            | Final            |
| Idrottare     | Gren  | Resultat | Placering | Resultat  | Placering | Resultat         | Placering        |
| ------------- | ----- | -------- | --------- | --------- | --------- | ---------------- | ---------------- |
| Tabarie Henry | 400 m | 45,43    | 4 q       | 45,19     | 6         | Gick inte vidare | Gick inte vidare |

Fältgrenar
| Idrottare      | Gren    | Kval  | Kval      | Final            | Final            |
| Idrottare      | Gren    | Längd | Placering | Längd            | Placering        |
| -------------- | ------- | ----- | --------- | ---------------- | ---------------- |
| Muhammad Halim | Tresteg | 16,39 | 18        | Gick inte vidare | Gick inte vidare |

Damer
Bana och väg
| Idrottare              | Gren  | Heat     | Heat      | Kvartsfinal | Kvartsfinal | Semifinal        | Semifinal        | Final            | Final            |
| Idrottare              | Gren  | Resultat | Placering | Resultat    | Placering   | Resultat         | Placering        | Resultat         | Placering        |
| ---------------------- | ----- | -------- | --------- | ----------- | ----------- | ---------------- | ---------------- | ---------------- | ---------------- |
| LaVerne Jones-Ferrette | 100 m | Bye      | Bye       | 11,07 NR    | 2 Q         | 11,22            | 4                | Gick inte vidare | Gick inte vidare |
| LaVerne Jones-Ferrette | 200 m | 22,64    | 2 Q       | i.u.        | i.u.        | 22,62            | 4                | Gick inte vidare | Gick inte vidare |
| Allison Peter          | 100 m | Bye      | Bye       | 11,41       | 7           | Gick inte vidare | Gick inte vidare | Gick inte vidare | Gick inte vidare |
| Allison Peter          | 200 m | 23,00    | 4 q       | i.u.        | i.u.        | 23,35            | 8                | Gick inte vidare | Gick inte vidare |

## Segling
Herrar
| Seglare     | Gren  | Lopp | Lopp | Lopp | Lopp | Lopp | Lopp | Lopp | Lopp | Lopp | Lopp | Lopp | Summerad poäng | Finalplacering |
| Seglare     | Gren  | 1    | 2    | 3    | 4    | 5    | 6    | 7    | 8    | 9    | 10   | M*   | Summerad poäng | Finalplacering |
| ----------- | ----- | ---- | ---- | ---- | ---- | ---- | ---- | ---- | ---- | ---- | ---- | ---- | -------------- | -------------- |
| Cy Thompson | Laser | 24   | 22   | 32   | 23   | 17   | 21   | 16   | 26   | 36   | 22   | EL   | 203            | 25             |

M = Medaljlopp; EL = Eliminerad – gick inte vidare till medaljloppet;
Damer
| Seglare       | Gren         | Lopp | Lopp | Lopp | Lopp | Lopp | Lopp | Lopp | Lopp | Lopp | Lopp | Lopp | Summerad poäng | Finalplacering |
| Seglare       | Gren         | 1    | 2    | 3    | 4    | 5    | 6    | 7    | 8    | 9    | 10   | M*   | Summerad poäng | Finalplacering |
| ------------- | ------------ | ---- | ---- | ---- | ---- | ---- | ---- | ---- | ---- | ---- | ---- | ---- | -------------- | -------------- |
| Mayumi Roller | Laser radial | 40   | 41   | 40   | 41   | 41   | 22   | 35   | 40   | 35   | 41   | EL   | 335            | 40             |

M = Medaljlopp; EL = Eliminerad – gick inte vidare till medaljloppet;